# Marek Kapłon

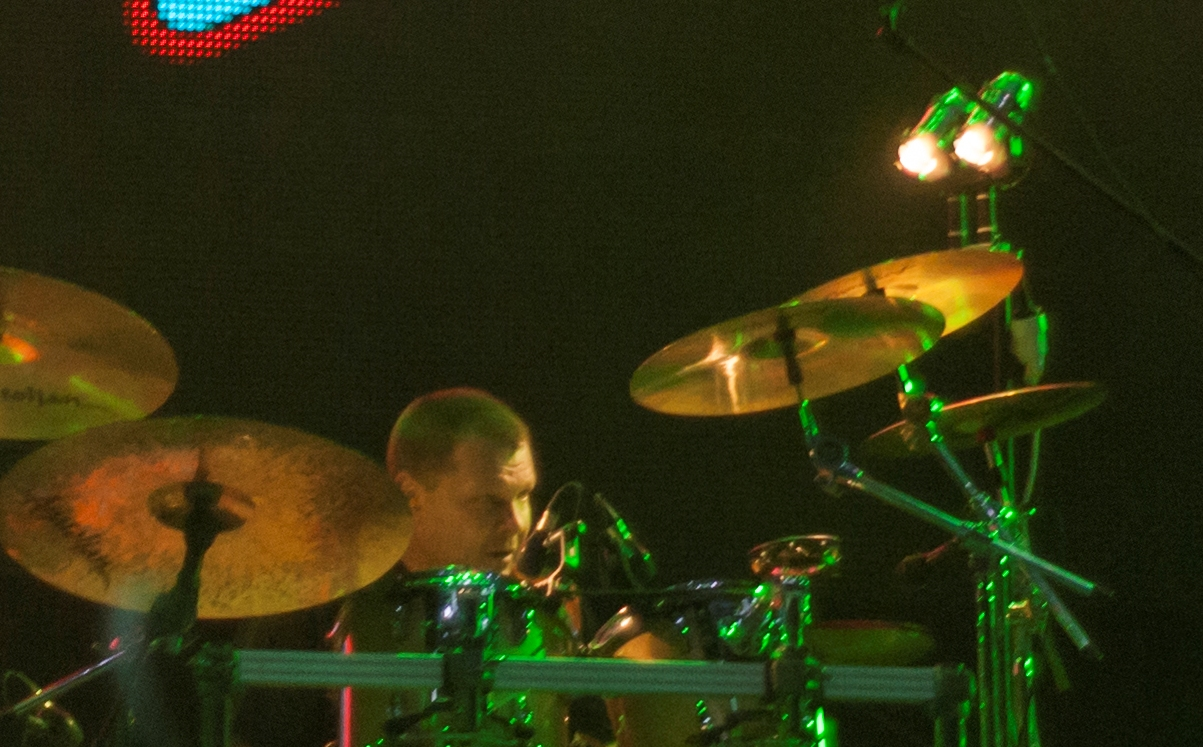
Marek Kapłon podczas Ursynalia – Warsaw Student Festival, Warszawa (2.06.2013)

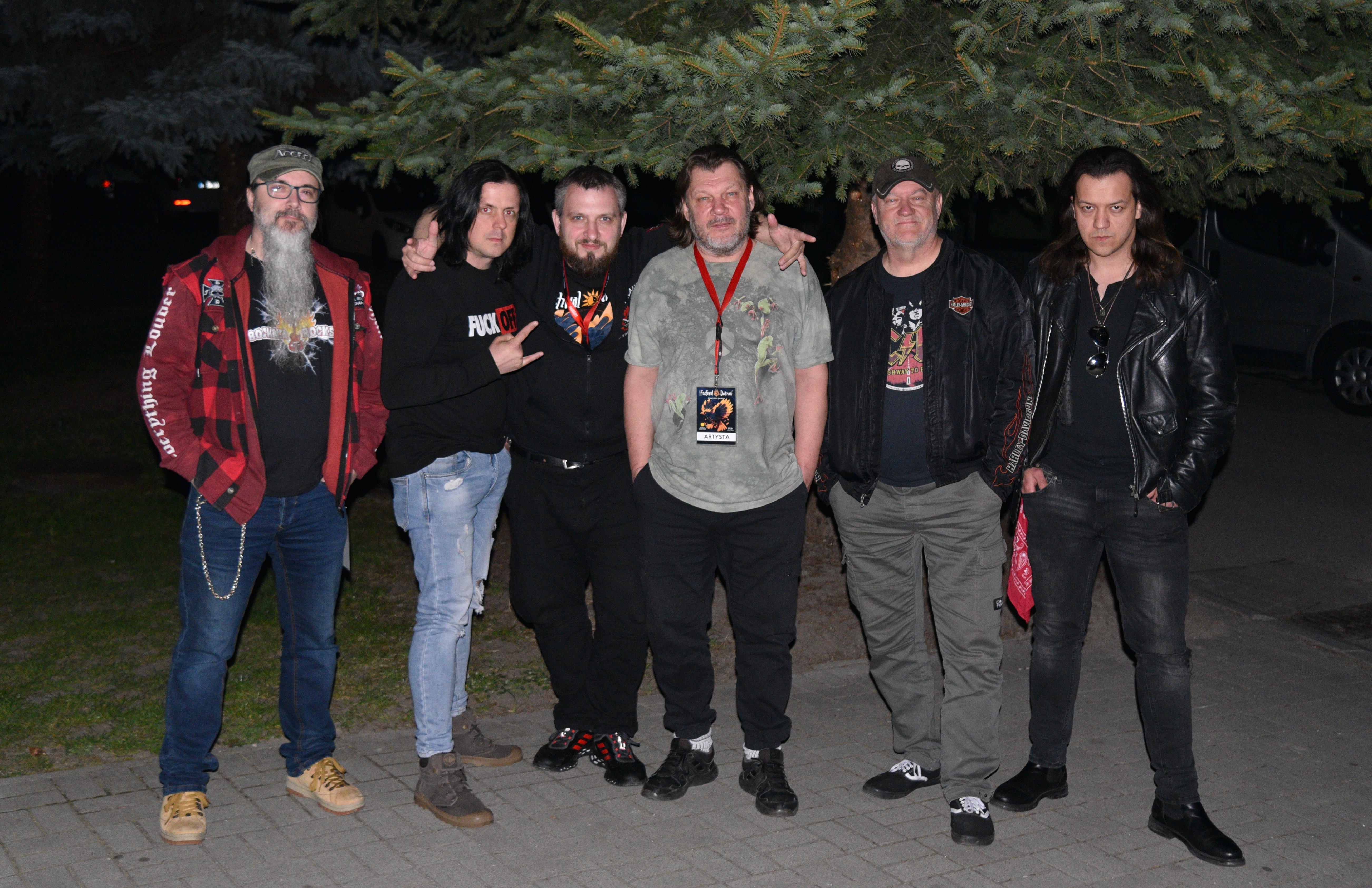
TSA Michalski Niekrasz Kapłon, Busko-Zdrój, 30.04.2023 r.

Marek Kapłon (ur. 5 maja 1961 w Otmuchowie) – polski muzyk rockowy, perkusista. Znany przede wszystkim z zespołu TSA, z którym występował i nagrywał w latach 1980–1983, a po reaktywacji zespołu od 2001 do 2018.
W latach 1986–1991 był perkusistą zespołu Dżem, w którym zastąpił usuniętego za problemy z narkotykami Michała Giercuszkiewicza. Z grupą nagrał sześć albumów. Zespół opuścił w kwietniu 1991 roku, po konflikcie na tle formalnym z resztą zespołu (pozostali członkowie nie chcieli, aby Kapłon stał się pełnoprawnym udziałowcem spółki Dżemu). Jego miejsce za perkusją Dżemu zajął Jerzy Piotrowski.
Po odejściu z TSA grał również (od grudnia 1983 do kwietnia 1986) w zespole Banda i Wanda.
Współpracował z takimi polskimi muzykami sceny rockowej i bluesowej, jak Martyna Jakubowicz, Tadeusz Nalepa, Nocna Zmiana Bluesa, Blues Power, Złe Psy. Grał również na trasach koncertowych z amerykańskimi bluesmanami w ramach Leszek Cichoński Guitar Workshop.

## Dyskografia
TSA
- 1982 Live
- 1983 TSA
- 1984 Spunk!
- 1984 Heavy Metal World
- 1997 The Best of TSA
- 2004 Proceder

Dżem
- 1988 Lunatycy – czyli tzw. przeboje całkiem Live
- 1989 Urodziny
- 1989 Najemnik
- 1989 The Band Plays On...
- 1990 Dżem Session 1
- 1993 14 urodziny

Tadeusz Nalepa + Dżem
- 1988 Numero Uno

Banda i Wanda
- 1985 Mamy czas

Opiłki
- 2017 Eurarium

gościnnie
- 1983 Krzak – Krzak’i
- 2019 Nadmiar – Nowy Start[2]